# Acoelodus
Acoelodus és un gènere extint de mamífers notoungulats que visqueren a Sud-amèrica durant l'Eocè, fa entre 38 i 56 milions d'anys. Se n'han trobat restes fòssils a la província argentina de Chubut. Fou descrit a partir d'un fragment de branca mandibular esquerra que encara presentava la segona i tercera premolars inferiors bastant desgastades i un tros de la quarta. El nom genèric Acoelodus significa ‘sense dent buida’ i es refereix al fet que les dents molars inferiors manquen de les cavitats internes que es donen en altres mamífers primitius sud-americans.